# Кококу
Кококу (興国) је јапанска ера (ненко) Јужног двора током првог раздобља Муромачи периода, познатог још и као Нанбокучо период. Настала је после Енген и пре Шохеи ере. Временски је трајала од априла 1340. до децембра 1346. године. Владајући монарх у Кјоту био је цар Комјо док је на Јужном двору био Го Мураками.

## Еквивалентне ере Северног двора
- Рјакуо
- Коеи
- Џова

## Важнији догађаји Кококу ере
- 1342. (Котоку 3): Ичиџо Цунемичи губи своју позицију кампакуа. Њега замењује Куџо Мичинори.[3]
- 1342. (Котоку 3): Минамото но Нагамичи (源長通) је смењен са позиције даиџо даиџија[3]
- 1342. (Котоку 3): Куџо Мичинори замењен је Такацукасом Морохиром који је раније био удаиџин.[3]
- 1342. (Котоку 3): Умире Фуџивара но Кијоко. Она је била ћерка Усесугија Јорошигеа и мајка Ашикаге Такауџија.[3]
- 1343. (Котоку 4): Ниџо Јошимото, аутор Масукагамија, је унапређен у дворског удаиџина. У исто Фуџивара но Кинтака постаје садаиџин а Санџо Цуесада надаиџин.[3]
- 1344. (Котоку 4): Шогун Такауџи моли се храму Ивашимизу.[3]